# 松本正
松本 正（まつもと ただし、1915年6月3日 - 2005年11月13日）は、日本の工学者。北海道大学名誉教授。北海道工業大学元学長。北海道伊達市出身。

## 略歴
- 1915年（大正4年）6月 北海道伊達市生まれ
- 1938年（昭和13年）3月 北海道帝国大学工学部第4類（電気工学科）卒業
- 1938年（昭和13年）4月 逓信省に入省
- 1941年（昭和16年）6月 北海道帝国大学工学部に通信工学第２講座新設のため招請され助教授就任
- 1952年（昭和27年）3月 北海道大学工学部教授に昇任
- 1979年（昭和54年）4月 北海道大学退官、北海道大学名誉教授の称号を授与
- 1979年（昭和54年）5月 北海道工業大学電気工学科主任教授に就任
- 1984年（昭和59年）4月 北海道工業大学第5代学長、及び学校法人北海道尚志学園理事就任
- 1992年（平成4年）4月 勲二等瑞宝章受章